# Abar
Abar (Abiru, Abale) núbiai származású ókori egyiptomi királyné a XXV. dinasztia idején, Piye felesége, Taharka anyja.
Alara kusita uralkodónak, Felső-Núbia egyesítőjének az unokahúga. Egy, a szudáni Kawában talált sztélén feljegyezték, hogy apja az ottani templomba adta szisztrumjátékosnak. Gebel Barkalban fiával, Taharkával együtt ábrázolják egy sztélén, emellett megjelenik egy Taniszban talált sztélén és a szanami Ámon-templomban.
Feljegyezték, hogy hosszú ideig nem találkozott fiával, Taharkával, és nagy örömmel látták egymást viszont, mert távollétében fia fáraó lett. Ez valószínűleg utalás Íziszre és Hóruszra, akik hasonló körülmények közt találkoztak újra; egy másik elmélet szerint anya és fia különválása egymástól hagyomány volt a kusita kultúrában.
Abar számos címet viselt: „a király anyja” (mwt-nỉsw.t), „a király nővére” (sn.t-nỉsw.t), „az idegen földek úrnője” (nb.t ḫ3sw.t), „örökös hercegnő” (ỉrỉỉ.t-pˁt), „a Két Föld nagy úrnője” (wr.t nb.t t3.wỉ) „Alsó- és Felső-Egyiptom asszonya” (ḥnwt-šmˁw-mḥw), „Nagy kegyben álló” (wr.t-ḥzwt), „Édes szeretetű” (bnr.t-mrwt). Abar ábrázolásai az elsők, amelyek arról tanúskodnak, mekkora hatalommal rendelkezett egy királyné a kúsi királyságban. Reisner feltételezése szerint Abart Nuriban temethették el, a 35. számú sírban.